# Петер Маттес
Петер Маттес (нім. Peter Matthes; 9 січня 1918, Лейпциг — 30 квітня 1945, Біскайська затока) — німецький офіцер-підводник, капітан-лейтенант крігсмаріне.

## Біографія
9 жовтня 1937 року вступив на флот. З січня 1940 року — командир взводу на легкому крейсері «Кенігсберг». Під час Норвезької кампанії 10 квітня 1940 року крейсер був потоплений. Наступного дня Маттес був переданий в розпорядження коменданта порту Бергена. З грудня 1940 року — командир флотилії охорони порту Бергена. З липня 1941 року — вахтовий офіцер в 3-й флотилії торпедних катерів. В червні-грудні 1943 року пройшов курс підводника, з грудня 1943 по квітень 1944 року — курс командира підводного човна. З 6 червня 1944 року — командир підводного човна U-326. 28 березня 1945 року вийшов у свій перший і останній похід. 30 квітня U-326 був потоплений в Біскайській затоці, західніше Бреста (47°51′ пн. ш. 06°46′ зх. д.) авіабомбами американського летючого човна «Каталіна». Всі 43 члени екіпажу загинули.

## Звання
- Кандидат в офіцери (9 жовтня 1937)
- Морський кадет (28 червня 1938)
- Фенріх-цур-зее (1 квітня 1939)
- Оберфенріх-цур-зее (1 березня 1940)
- Лейтенант-цур-зее (1 травня 1940)
- Оберлейтенант-цур-зее (1 квітня 1942)
- Капітан-лейтенант (1 січня 1945)